# Gyrtona nama
Gyrtona nama är en fjärilsart som beskrevs av Swinhoe 1900. Gyrtona nama ingår i släktet Gyrtona och familjen nattflyn. Inga underarter finns listade i Catalogue of Life.